# Styv tidtabell

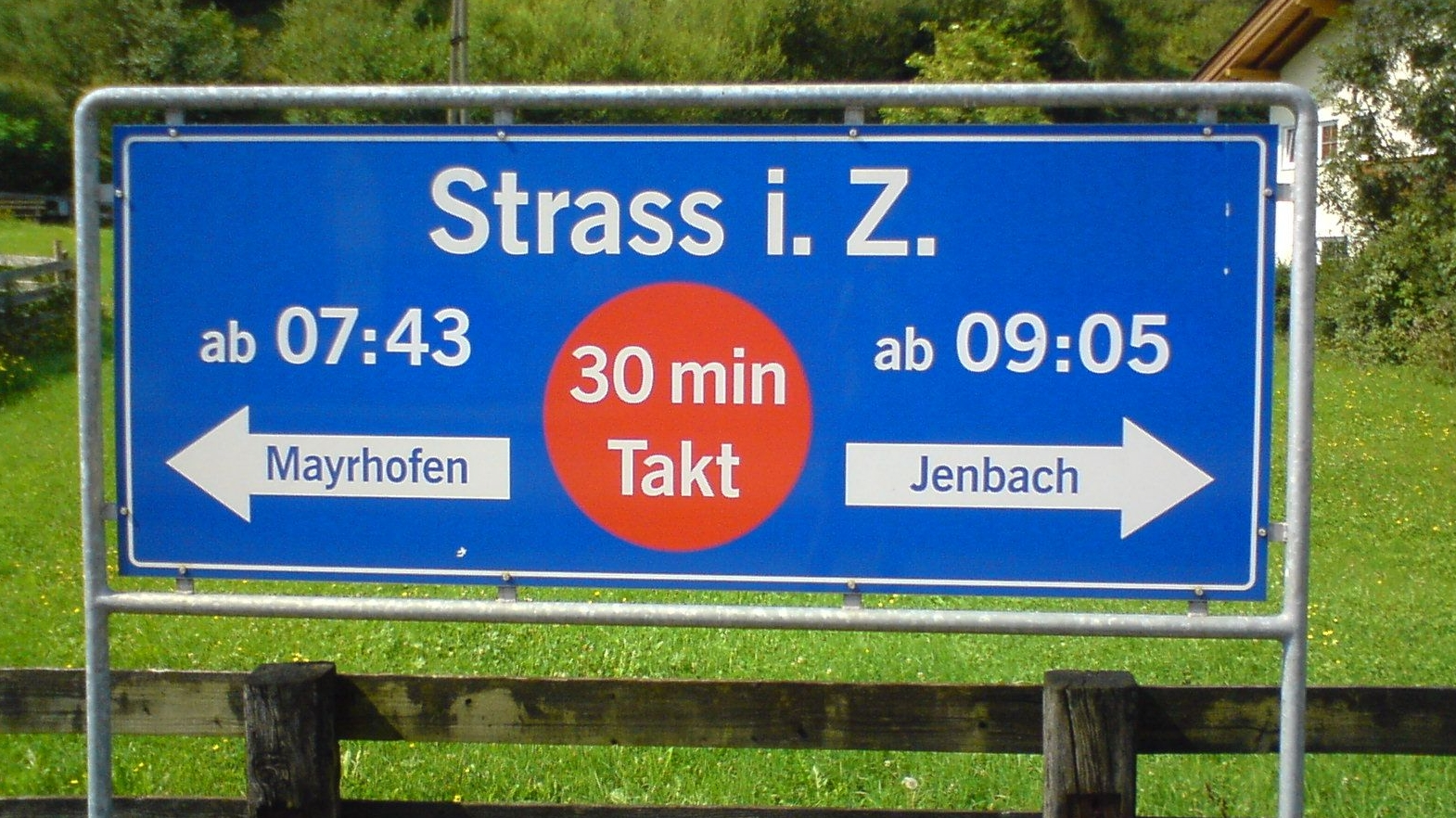
Styv tidtabell för Zillertalbahn från Strass.

En styv tidtabell innebär att tidtabellen är lagd så att det är jämna tidsintervall mellan avgångarna. En annan definition är att avgångarna inträffar på samma minuttal varje (eller till exempel varannan) timme. 
Det finns tre typer av styva tidtabeller:
- Fasta minuttal med ojämna intervall som till exempel 00, 20
- Jämna intervall, till exempel 08, 38
- Tider som är enkla att komma ihåg såsom fasta minuttal i jämna intervall som är delbara med fem, till exempel 5, 35

Dessutom används styva tidtabeller i så kallad taktfast trafik, det vill säga ett nätverk av linjer med en styv tidtabell som har anpassats så att väntetiden vid byten minimeras.
En styv tidtabell innebär en fördel för resenärerna, eftersom det blir lättare att komma ihåg när bussen/tåget går. Å andra sidan kan en styv tidtabell leda till ett mindre optimalt utnyttjande av trafikbolagets resurser, på grund av att belastningen över en tidsperiod med styv tidtabell blir mer ojämn. Det passar mindre bra med styv tidtabell om det är glesare avgångar till exempel varje timme och restiden inte passar det. Om restiden är en timme hinner inte tåget vända innan nästa avgång. Total restid tur och retur inklusive vändningar behöver vara lite mindre än ett heltal (till exempel 3) gånger turtätheten i minuter. Detta heltal anger antal fordon som behövs.
Taktfast trafik infördes i Schweiz första gången 1982 och idag avgår de flesta tåg varje halvtimme eller varje kvart under högtrafik. I Sverige används för närvarande styva tidtabeller i den regionala persontågstrafiken, i viss lokal- och regional busstrafik samt delvis av SJ.